# Johann Schwarzer
Johann Schwarzer (30 d'agost de 1880 - 10 d'octubre de 1914) va ser un fotògraf austríac i pioner productor de pel·lícules per adults a través de la seva empresa Saturn-Film.
Schwarzer va néixer a Javornik, llavors part de l'Imperi Austrohongarès i ara situat a la República Txeca.

## Carrera

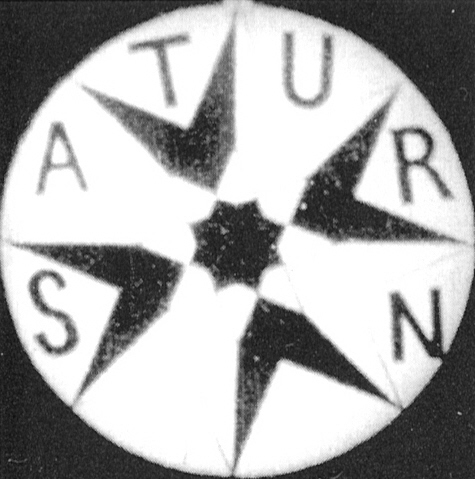
Logo de Saturn-Film, 1908

A principis de 1900, Schwarzer es va reassentar a Viena i es va convertir en químic i fotògraf de retrats i familiars. Per complementar els seus ingressos, Schwarzer va començar a fer fotos eròtiques que s'utilitzaven en postals naturals habituals a l'època.
El 1906 es va interessar pel teatre nocturn només per homes organitzat als cinemes austríacs que mostrava pel·lícules per adults, els anomenats Herrenabende ("espectacles nocturns per homes"). Veient que es podien guanyar diners amb aquest tipus de pel·lícules, Schwarzer va organitzar l'any 1906 la companyia Saturn-Film per produir aquestes pel·lícules en competència amb el producte francès que llavors es projectava en exclusiva. Abans de les produccions de Schwarzer, les pel·lícules eròtiques a Àustria eren subministrades pels germans francesos Pathé. Saturn-Film va ser la primera productora cinematogràfica nativa amb seu a Àustria. Schwarzer va produir i dirigir aquests llargmetratges eròtics, amb arguments bàsics (artista i model, escena de bany) que van permetre el voyeurisme i la nuesa femenina però no, va insistir, la pornografia. Cada pel·lícula contenia dones joves locals completament nues.
A diferència dels seus predecessors, Schwarzer va organitzar el seu negoci com a empresa pública, fent publicitat a diaris locals, revistes comercials cinematogràfiques i afegint un logotip a les seves pel·lícules com qualsevol altre productor europeu. Saturn-Film també va publicar un catàleg de pel·lícules regular durant els seus primers dos anys d'existència. Malgrat aquest esforç, les Saturn-Films sovint semblaven desproveïdes dels seus logotips i es representaven de manera anònima com altres temes similars una vegada que s'allunyaven de Viena.
El 1911, Saturn-Film va ser assaltada i tancada per la policia com a part d'una repressió contra materials eròtics a Viena. Les autoritats van destruir el gruix principal de pel·lícules que en aquell moment constava de 52 produccions.
La censura va impedir que Saturn tornés a aixecar-se. Johann Schwarzer va intentar començar de nou en la distribució de pel·lícules, però sense les pel·lícules "picants" amb les quals s'havia fet famós. Al cap de tres mesos, va abandonar l'esforç i va marxar de Viena cap a l'Àfrica. Va ressorgir l'abril de 1914, quan es va casar amb la jove Olga Emilie Jarosh-Stehlik. Schwarzer era reservista de l'exèrcit que va ser cridat a files amb l'esclat de la Primera Guerra Mundial el 28 de juliol de 1914. Havia estat nomenat segon tinent quan va morir en la batalla a Wirballen, Polònia, el 10 d'octubre d'aquell any.

## Llegat
Saturn-Film va optar conscientment per anunciar les seves pel·lícules com a eròtiques més que no pornogràfiques. Una cita del seu catàleg de 1907, probablement escrit per Schwarzer, afirma que "les nostres pel·lícules són de tendència purament artística, i evitem temes sense gust a favor de la bellesa". Les pel·lícules per adults de Schwarzer eren de qualitat més professional que les seves homòlegs francesos i argentins i eren les pel·lícules per adults més populars i distribuïdes a la primera dècada del segle xx.
Malgrat la destrucció de la caixa de cinema principal el 1911, aproximadament la meitat de les 52 pel·lícules produïdes per la companyia encara existeixen als arxius d'arreu d'Europa. Filmarchiv Austria ha inclòs quatre de les obres de Schwarzer al lloc d'Europa Film Treasures; Das Sandbad (1906), Baden Verboten (1906), Das Eitle Stubenmädchen (1908) i Beim Fotografen (1908).

## Filmografia (parcial)
- 1908/1910: Weibliche Assentierung
- 1910: Lebender Marmor